# Gambo (Burkina Faso)
Pour les articles homonymes, voir Gambo.
Ne doit pas être confondu avec Gambo-Foulbé.
Gambo est une commune rurale située dans le département de Séguénéga de la province du Yatenga dans la région Nord au Burkina Faso.

## Géographie
Gambo se trouve à 12 km au sud du centre de Séguénéga, le chef-lieu du département, et à environ 50 km au sud-est de Ouahigouya. Le village est à 12 km au sud de la route nationale 15.

## Histoire
Gambo possède un important et historique cimetière Nionisi, avec des stèles et ornements artistiques réputés.

## Économie
Alors que l'agriculture était la principale acticivé de Gambo, depuis 2013, l'économie du village repose aussi sur l'exploitation industrielle d'une mine d'or présente au nord de son territoire (filon associé au gisement de Kalsaka) par la société Séguénéga Mining SA, société satellite de la compagnie britannique Amara Mining, ce qui entraîne des problèmes environnementaux et des conflits avec la population locale.

## Santé et éducation
Gambo accueille un centre de santé et de promotion sociale (CSPS) tandis que le centre médical avec antenne chirurgicale (CMA) de la province se trouve à Séguénéga.
Le village possède deux écoles primaires publiques (A et B), une médersa et accueille l'un des collèges d'enseignement général (CEG) du département.